# Pligt
Pligt er et religiøst, filosofisk og juridisk funderet begreb, som angiver handlinger, man er tvunget til at udføre, hvis man vil undgå straf eller anden form for ubehag. Forestillinger om pligt kommer bl.a. til udtryk i moralske principper som disse:
- Gør mod andre, hvad du vil, at de skal gøre mod dig (egocentrisk udgangspunkt for påbud om almen adfærd)
- Pligten først (udtryk som garderer mod kritik af pligten)
- Rettidig omhu (udtryk som appellerer til at levere kvalitet inden for den aftalte tidsramme)
- Yd efter evne, nyd efter behov (kobling af pligt og lyst)

Pligten er et nøglebegreb i etikken, og den ligger under moralforskrifter, som tilsyneladende er meget ensartede fra samfund til samfund og fra tidsalder til tidsalder.
I tidligere opfattelser af etiske forskrifter har man modstillet pligt og lyst, hvorved man skelnede mellem gerninger, man foretog for egen vindings skyld, og gerninger, man gjorde for andre. Denne modstilling betragtes i dag som forældet, idet det reelt ikke er muligt at gøre en god gerning for andre, uden først at vælge det / beslutte sig for det, og dermed også "have lyst til det". 
Endvidere er åbenlyst farligt at operere med et pligt-begreb, der ikke længere er koblet til lysten, fordi den enkelte jo dermed mister sit "indre, moralske kompas" / sin integritet og således bliver mere manipulerbar. Ideen om, at man skal være autoritetstro og pligtskyldig, uden at have lyst til det, er med andre ord en direkte vej til en manipulerbar befolkning. Den til enhver tid etablerede magt vil således kunne påberåbe sig retten til at definere, hvad der er borgernes pligt, uden at der kan stilles spørgsmål. Hellig krig er et grusomt eksempel på, at religiøse forestillinger om krigerens pligt både tvinger personer til at foretage uhyrlige gerninger og friholder dem for skyld og ansvar efterfølgende. Personen har blot levet op til sin pligt om at dræbe. Denne form for pligt-baseret manipulation forklarer også delvist, hvorfor ellers velfungerende mænd kunne forestå uhyrlighederne i de tyske koncentrationslejre under Anden Verdenskrig.    
Selvom Friedrich Nietzsche er blevet taget til indtægt for nazisternes forbrydelser, var han en af de skarpeste kritikere mod brug af pligt-begrebet, fordi det netop åbnede for den lydighedskultur, nazismen havde brug for: "Was zerstört schneller als ohne innere Nothwendigkeit, ohne eine tief persöhnliche Wahl, ohne Lust arbeiten, denken, fühlen? Als Automat der 'Pflicht'?" (Der Antichrist, § 11). At adskille lysten fra pligten er forhindre mennesker i at tage ansvar for deres liv.    
Postmoderne filosoffer har forkastet "den store fortælling", og der er den sammenhæng mellem de to tankesæt, at pligt kun kan sættes igennem som krav, når den har et underlag i form af et fælles samfundssyn. Med et moderne social-humanistisk syn på tilværelsen, kan der kun gennem samtale og demokratiske processer opstilles almengyldige normer for borgernes pligt overfor hinanden og samfundet. Den enkelte er således nødt til at engagere sig i samfundets velfærd og samfundet i den enkeltes velfærd. Denne gensidige forpligtelse kan betragtes som en ny socialøkologisk forståelse baseret på indsigt fra alle fagområder. 